# Az Európai Unió audiovizuális politikája
Az audiovizuális politika az Európai Unió kulturális politikájának speciális területe, melyet az 1993-as Maastrichti szerződés emelt be az uniós szakpolitikák közé, és amely az audiovizuális ipar területeit szabályozza. Az audiovizuális ipar (azaz a film-, mozi- és videóipar, a televíziós és internetes műsorkészítés és közvetítés stb.) az egyik legdinamikusabb és legbefolyásosabb iparággá fejlődött az elmúlt évtizedekben.
Az 1980-as években vette kezdetét az a technológiai forradalom, mely döntően átalakította az eredetileg állami monopóliumra épülő tájékoztatási rendszert és igényt teremtett egy nemzeti határokon átnyúló, globális megközelítés érvényesítésére. Több mint egymillió közvetlen foglalkoztatottjával az audiovizuális szektor a legjelentősebb európai kulturális iparág.

## Jogalapja
Az Európai Gazdasági Közösséget létrehozó Római Szerződés még nem tartalmazott kifejezett rendelkezést az audiovizuális ágazatra vonatkozóan. 
Az audiovizuális politika területére elsőként a kulturális politika részeként, az 1993-as Maastrichti szerződés utalt. Az 1999-es Amszterdami szerződéssel egyidejűleg elfogadott jegyzőkönyv "A közszolgálati műsorszolgáltatók rendszeréről" pedig elismerte a közszolgálati műsorszolgáltatás létjogosultságát és a tagállamok jogát a közszolgálati feladat meghatározására és finanszírozására. Ezeket a rendelkezéseket az EUMSZ (Európai Unió Működéséről Szóló Szerződés) is fenntartotta.
A kifejezetten az audiovizuális területre vonatkozó jogalap hiánya azonban nem jelentette akadályát az alapvető közös piaci alapelvek meghonosítását célzó szabályozás kialakulásának.

## A politika főbb jellemzői
- európai piac széttöredezettsége: az európai audiovizuális ipar fejlődésének gátat szabnak a nyelvi-kulturális korlátok és a nemzeti szabályozás eltérései
- legfőbb célkitűzései: az audiovizuális áruk és szolgáltatások Közösségen belüli szabad áramlásának elősegítése; az audiovizuális ipar versenyképességének növelése; a felhasználók érdekeinek védelme; és az európai audiovizuális kultúra támogatása, ösztönzése
- nem szűkíthető le kizárólag gazdasági törekvésekre: az audiovizuális termékek és szolgáltatások természetükből eredően meghatározott kulturális értékek kifejezői és közvetítői, ennek a kulturális sokszínűségnek a fenntartása és elősegítése mind nemzeti, mind európai érdek
- az audiovizuális politika fejlődését a kezdetektől fogva az alapvető nemzeti kompetencia, a szubszidiaritás elvének széles körű alkalmazása határozza meg.

## A Határok nélküli audiovizuális médiaszolgáltatásokról szóló irányelv

### Keletkezése
Az Európai Parlament 1982-ben, határozatban felszólította a Bizottságot egy közösségi szintű szabályozás tervezetének elkészítésére. A Bizottság ennek nyomán 2 év múlva közzétette a "Határok nélküli televíziózásról szóló Zöld Könyv"-ét. A zöld könyv célja, hogy alternatívákat javasoljon egy adott terület szabályozására és lehetőséget nyújtson az érdekelt feleknek arra, hogy kifejtsék a témával kapcsolatos álláspontjukat.
A "Határok nélküli televíziózásról szóló Zöld Könyv" megjelenése nyomán egy évekig  tartó vita vette kezdetét a tagállamok között. Voltak tagállamok, akik egy egységes európai kultúra létrehozását szorgalmazták, míg mások az egységes szabályozásban saját kulturális hatásköreik korlátozását látták. Végül az Irányelvet 1989-ben elfogadták.
Az audiovizuális szektor modernizálódása (pl.: internetre köthető tévékészülékek) azonban új kihívások elé állította a törvényalkotókat. A célkitűzések között szerepelt a kiskorúak védelme a káros tartalmaktól illetve a gyűlöletkeltés visszaszorítása, ugyanakkor az is fő szempont volt, hogy a szólásszabadsághoz fűződő jog ne sérüljön. A Bizottság ezért 2005-ben benyújtotta jogalkotási javaslatát, az Európai Parlament és a Tanács pedig 2007-ben elfogadta az új módosító irányelvet. A módosítás legnagyobb újítása az volt, hogy a hatályát kiterjeszti minden audiovizuális médiaszolgáltatásra. Az új szabályozás az Irányelv elnevezését is módosította "Határok nélküli audiovizuális médiaszolgáltatásról szóló irányelvre".
Fontos megjegyezni, hogy az irányelv csak egy úgynevezett minimumszabályozási elv. Ez azt jelenti, hogy csak azokat a minimális követelményeket rögzíti, amelyeket a tagállami szabályozásnak teljesítenie kell. Tehát nem tiltja, hogy a tagállamok ezen túlmenő, részletesebb vagy szigorúbb szabályozást alkalmazzanak.

### Szabályozás területei
Az irányelv több olyan területen harmonizálja a tagállami jogszabályokat, ahol az eltérő rendelkezések ténylegesen gátolhatják a médiaszolgáltatások szabad áramlását:
- Különleges jelentőségű események közvetítése
- Európai művek védelme
- Reklámszabályozás
- Közrend és kiskorúak védelme

#### Különleges jelentőségű események közvetítése
Ennek a szabályozásnak az a célja, hogy biztosítsa a közönség számára az ingyenes hozzáférést a nagy közérdeklődésre számot tartó eseményekről szóló közvetítésekhez. Mivel a népszerű rendezvények magánszolgáltatók általi kizárólagos közvetítése korlátozhatja a közönség információhoz jutását, ezért a tagállamok összeállíthatják azoknak a nemzeti és nemzetközi eseményeknek a listáját, amelyeket a közönség számára kiemelkedően fontosnak gondolnak.
Ilyen különleges jelentőségű eseménynek számít például az Olimpia.

#### Európai művek védelme
Az európai adások terjesztését és gyártását az úgynevezett kvótarendelkezés hivatott elősegíteni. Ez alapján amennyiben lehetséges, a tagállamok kötelesek biztosítani, hogy a szolgáltatók adásidejük nagy részét európai művek számára tartsák fent. A kvótarendelkezés csak annyiban kötelez, amennyiben a megvalósításhoz szükséges eszközök rendelkezésre állnak.
Az egyetlen valóban konkrét előírás az, hogy az európai művek aránya nem lehet alacsonyabb az Irányelv elfogadását megelőző évben (1988) elért átlagnál.

#### Reklámszabályozás
A reklámoknak az alábbi előírásoknak kell megfelelniük:
- A kereskedelmi közleménynek könnyen felismerhetőnek kell lennie és nem alkalmazhatnak tudatosan nem észlelhető technikákat.
- Kifejezetten tilos dohánytermékekre és kizárólag vényre kapható gyógyászati termékekre vonatkozó kereskedelmi közlemény minden formája.
- Nem sértheti az emberi méltóságot, nem tartalmazhat hátrányos megkülönböztetést illetve nem bátoríthat egészséget, biztonságot, környezetet veszélyeztető magatartásra.
- A kereskedelmi közlemény nem használhatja ki a kiskorú tapasztalatlanságát vagy hiszékenységét, nem bátoríthat arra, hogy rábeszélje a szülőket a vásárlásra illetve indokolatlanul nem ábrázolhat kiskorút veszélyes helyzetben.

#### Közrend és kiskorúak védelme
Az Irányelv kötelezi a tagállamokat, hogy a médiaszolgáltatók által nyújtott szolgáltatások ne tartalmazzanak fajon, nemen, vallási vagy nemzeti hovatartozáson alapuló gyűlölködést. Illetve tilos a kiskorúak fizikai, értelmi vagy erkölcsi fejlődését súlyosan károsító televíziós műsorok közvetítése.

## MEDIA Program
A MEDIA programot egy kétéves kísérleti időszakot követően hivatalosan 1991-ben indította először útjára a Tanács.
A programot a komplementaritás jellemzi, azaz az Európai Unió által biztosított anyagi keret csak kiegészítő jellegű. Tehát a már meglévő tagállami forrásokat egészíti ki. Ez azért is fontos, mert a tagállamok általában csak az audiovizuális művek előállítására nyújtanak támogatásokat. A MEDIA Program ezért elsősorban a gyártást előkészítő és az azt követő (terjesztés, népszerűsítés) szakaszokra koncentrál.

### Az első MEDIA Program
- 1991-től 1995-ig tartott
- céljai: az ágazat szereplői közötti kapcsolatok és a határokon átívelő együttműködés előmozdítása
- 200 millió ECU költségvetéssel
- számos területen jelentős sikereket ért el

### MEDIA II Program
- 1996-tól 2000-ig tartott
- céljai: audiovizuális szakképzés, audiovizuális fejlesztés, művek terjesztése
- 350 millió euróra növelt költségvetés

### MEDIA Plus
- 2001-től 2006-ig tartott
- célja: a digitális technológiából eredő kihívásokra való felkészülés, ezért előnyben részesíti a digitális technológia alkalmazására és terjesztésére irányuló kezdeményezéseket (pl.: új technológiák oktatása, internetes terjesztés, archívumok digitalizálása)

### MEDIA 2007
- 2007-től 2013-ig tartott
- céljai: az európai kulturális sokszínűség és filmművészeti örökség megóvása és fejlesztése, az európai audiovizuális művek forgalmának élénkítése, valamint az európai audiovizuális ipar kereskedelmi teljesítményének fokozása
- 755 millió euró költségvetés

### MEDIA Mundus
- 2011-től 2013-ig tartott
- célja, hogy elősegítse az európai filmipar nemzetközi dimenziójának kibontakozását
- 15 milliós költségvetés

## Kreatív Európa program
- 2014-től 2020-ig tartó, kulturális, kreatív és audiovizuális ágazatok támogatására irányuló új európai program
- ez a program váltja fel a 2013 végén lezárult MEDIA, MEDIA Mundus és Kultúra programokat
- céljai: európai kulturális sokszínűség és örökség megőrzése, illetve a kulturális és kreatív ágazatok versenyképességének növelése
- 1,46 milliárd eurós költségvetés[3]